# Anastazewo
Anastazewo – wieś letniskowa w Polsce położona w województwie wielkopolskim, w powiecie słupeckim, w gminie Powidz, na terenie Powidzkiego Parku Krajobrazowego, pomiędzy jeziorami Powidzkim a Budzisławskim. W latach 1975–1998 miejscowość administracyjnie należała do województwa konińskiego.
Na jej terenie znajdują się zabytkowe zabudowania dawnej granicy między zaborami pruskim a rosyjskim oraz stacja kolejki wąskotorowej i parowozownia. W sezonie letnim uruchamiane były pociągi turystyczne na trasie Gniezno - Powidz - Przybrodzin - Anastazewo.